# زانکت مارتین ام ولمیسبرگ
زانکت مارتین ام ولمیسبرگ (به آلمانی: Sankt Martin am Wöllmißberg) یک منطقهٔ مسکونی در اتریش است که در ویتسبرگ واقع شده‌است. زانکت مارتین ام ولمیسبرگ ۲۵٫۶۰ کیلومتر مربع مساحت دارد ۷۰۴ متر بالاتر از سطح دریا واقع شده‌است.